# Michal Vepřek
Michal Vepřek (* 17. června 1985) je český fotbalový obránce, který aktuálně hraje v klubu SK Sigma Olomouc. Jeho oblíbeným postem je levá strana obrany.

## Klubová kariéra
Michal Vepřek se dostal z rezervy do A-týmu Sigmy Olomouc v červenci 2006. V letech 2007–2009 hostoval v Jihlavě a jarní část sezony 2009/10 ve Viktorii Žižkov.
Ve finále Poháru České pošty 2011/12 proti Spartě Praha vstřelil jediný a tudíž vítězný gól zápasu. Olomouc tak získala svou první trofej v historii. Následně odehrál i letní utkání o Český Superpohár 2012, které Olomouc vyhrála 2:0 nad Slovanem Liberec a získala během krátké doby dvě trofeje za sebou.
Koncem ledna 2014 odešel opět hostovat do konce sezony 2013/14 do FC Vysočina Jihlava.